# 巴斯库尼亚纳
巴斯库尼亚纳，是西班牙卡斯蒂利亚-莱昂布尔戈斯省的一个市镇。总面积8平方公里，总人口61人（2001年），人口密度8人/平方公里。